# ناچو فرسندا
خوزه ایگناسیو فرسندا گارسیا (اسپانیایی: José Ignacio Fresneda García‎؛ زادهٔ ۱۹ ژوئن ۱۹۷۱) مشهور به ناچو فرسندا بازیگر اهل اسپانیا است.
از فیلم‌ها یا برنامه‌های تلویزیونی که وی در آن نقش داشته‌است، می‌توان به مادران، عشق و زندگی، بیمارستان مرکزی، عشق ورزیدن، دردسر قریب‌الوقوع و افسانه هیسپانیا اشاره کرد.